# کمربند قهرمانی زنان بین قاره‌ای دبلیودبلیوئی
کمربند قهرمانی زنان بین قاره‌ای دبلیودبلیوئی (به انگلیسی: WWE Women's Intercontinental Championship) عنوان قهرمانی کشتی حرفه‌ای است که توسط کمپانی آمریکایی دبلیودبلیوئی ایجاد و از آن در برند راو دفاع می‌شود. این عنوان به همراه کمربند قهرمانی زنان ایالات متحده در اسمک‌داون، دو عنوان قهرمانی رده دوم زنان در این کمپانی هستند. این عنوان در شوی راو به تاریخ ۲۵ نوامبر ۲۰۲۴ رونمایی شد. قهرمان فعلی این کمربند، بکی لینچ است که برای اولین بار قهرمان این کمربند شده است. او با شکست دادن لایرا والکیریا در مسابقه آخرین فرصت در مانی این د بنک به تاریخ ۷ ژوئن ۲۰۲۵ قهرمان شد.

## تاریخچه
از زمان تأسیس کمپانی دبلیودبلیوئی در آوریل ۱۹۶۳، این شرکت هرگز یک عنوان قهرمانی رده دوم برای کشتی‌گیران زن نداشت تا اینکه در آوریل ۲۰۲۴، از کمربند قهرمانی زنان آمریکای شمالی ان‌اکس‌تی برای کشتی‌گیران جوان رونمایی شد. به نوبه خود، در اواخر همان سال در شوی اسمک‌داون به تاریخ ۸ نوامبر ۲۰۲۴، نیک آلدیس به‌عنوان مدیر برند از این کمربند رونمایی کرد تا در کنار عنوان قهرمانی ایالات متحده مردان، این برند دارای دو کمربند رده دوم باشد. چند هفته بعد و در شوی راو نیز مدیر برند راو، آدام پیرس، از کمربند قهرمانی بین‌قاره‌ای زنان برای کشتی‌گیران زن برند راو نیز رونمایی شد.
پیش از شوی راو به تاریخ ۲ دسامبر ۲۰۲۴، مدیر ارشد محتوای دبلیودبلیوئی، تریپل اچ، کشتی‌گیران حاضر در این تورنومنت را اعلام کرد که شامل ۱۲ نفر بود. در دور اول، ۴ مسابقه سه‌نفره برگزار می‌شد که برنده این ۴ مسابقه در نیمه‌نهایی به مصاف هم می‌رفتند و برندگان در رویداد ستردی نایتز مین‌ایونت به مصاف هم می‌رفتند. در فینال تورنومنت در ۱۳ ژانویه، والکیریا، کای را شکست داد و نخستین قهرمان این کمربند شد.

## طرح کمربند
طراحی کمربند مشابه نسخه مردانه است، اما مانند تمامی کمربندهای زنان در دبلیودبلیوئی، کوچکتر و دارای بند سفید است و دارای متن کوچکی است که روی آن عبارت «زنان» به جای عبارت «سنگین‌وزن» موجود در کمربند مردان قرار گرفته است.